# Església Ortodoxa
|  | No s'ha de confondre amb Ortodòxia o Esglésies ortodoxes orientals. |

L'Església Ortodoxa o, oficialment, Església Catòlica Ortodoxa és la segona església i denominació religiosa del cristianisme en nombre de fidels. El 2017 hi havia gairebé 260 milions de creients ortodoxos arreu del món. És una de les tres grans denominacions del cristianisme, el cos dels cristians que, com l'Església Catòlica, declaren l'autoritat eclesiàstica per virtut de la successió apostòlica. Anomenada a si mateixa l'Església única, santa, catòlica i apostòlica, està formada per les jurisdiccions de catorze patriarcats i les seves respectives esglésies autocèfales, unides doctrinalment i litúrgicament, però amb sínodes independents respecte al Patriarcat de Constantinoble, que ostenta una primacia d'honor (primus inter pares). Per aquest fet, i per la identificació històrica del cristianisme ortodox de l'est amb la llengua oficial de l'Imperi Romà d'Orient, que va ser el grec a partir del segle vii (en oposició amb el cristianisme catòlic de l'oest que utilitzava el llatí), sovint se l'ha conegut com l'Església Ortodoxa grega. Es calcula que actualment hi ha uns 225 milions de fidels ortodoxos arreu del món, xifra que pot variar segons les fonts. Abans del Gran Cisma d'Orient ambdues esglésies compartien la mateixa doctrina segons allò que acceptaven en els concilis ecumènics, però amb diferències en l'estil d'adoració i l'ús de diferents idiomes a les misses. L'Església Ortodoxa és un cos distint d'altres esglésies orientals denominades Esglésies ortodoxes orientals que es va separar doctrinalment en no acceptar el Concili de Calcedònia.
La teologia ortodoxa es basa en la santa tradició, que incorpora els decrets dogmàtics dels set concilis ecumènics, les Escriptures i l'ensenyament dels pares de l'Església. L'església ensenya que és una, santa, catòlica i apostòlica i l'establerta per Jesucrist en la seva Gran Comissió, i que els seus bisbes són els successors dels apòstols de Crist. Afirma que practica la fe cristiana original, tal com es transmet per la santa tradició. Els seus patriarcats, que recorden la pentarquia, i altres esglésies autocefàliques i autònomes, reflecteixen una organització jeràrquica diversa. Reconeix set sagraments principals, dels quals l'Eucaristia és el principal, celebrats litúrgicament en la sinaxi. L'església ensenya que mitjançant la consagració invocada per un sacerdot, el pa i el vi sacrificats es converteixen en el cos i la sang de Crist. La Mare de Déu és venerada a l'Església Ortodoxa com la portadora de Déu, honrada en les devocions.
L'Església Ortodoxa va compartir la comunió amb l'Església Catòlica Romana com a església estatal de Roma fins al Cisma Orient-Occident del 1054, que va ser la culminació del conflicte teològic, polític i cultural, particularment sobre l'autoritat del papa. Abans del Concili d'Efes el 431 dC, l'Església d'Orient també participava d'aquesta comunió, igual que les diverses esglésies ortodoxes orientals anteriors al Concili de Calcedònia del 451 dC, tot separant-se principalment per les diferències de cristologia.
La majoria dels cristians ortodoxos orientals viuen principalment al sud -est i Europa de l'Est, Xipre, Geòrgia i algunes parts de la regió del Caucas , Sibèria i l'extrem orient rus. Aproximadament la meitat dels cristians ortodoxos viuen a l'antiga Unió Soviètica, principalment a Rússia. També hi ha comunitats a les antigues regions romanes d'Orient d'Àfrica, a la Mediterrània oriental i al Pròxim Orient, que disminueixen a causa de la migració forçada impulsada per l'augment de la persecució religiosa. Les comunitats ortodoxes també són presents a moltes altres parts del món, particularment a Amèrica del Nord, Europa occidental i Austràlia, formades a través de la diàspora, les conversions i l'activitat missionera.

## Nom i característiques
D'acord amb l'ensenyament de l'església sobre la universalitat i el Credo Nicè, les autoritats ortodoxes orientals com Sant Rafael de Brooklyn han insistit que el nom complet de l'església sempre ha inclòs el terme «catòlic», com a «Santa Església Apostòlica Catòlica Ortodoxa». El nom oficial de l'Església Ortodoxa Oriental és «Església Catòlica Ortodoxa». És el nom amb què l'església es refereix a si mateixa en els seus textos litúrgics o canònics, en publicacions oficials, i en contextos oficials o documents administratius. Els professors ortodoxos orientals es refereixen a l'església com a catòlica. Aquest nom i variants més llargues que contenen el terme «catòlic» també són reconeguts i referenciats en altres llibres i publicacions per escriptors laics o ortodoxos no orientals. El catecisme de Philaret (Drozdov) de Moscou publicat al segle xix es titula: The Longer Catechism of the Orthodox, Catholic, Eastern Church (rus: Пространный христианский катехизис православныя, кафолическия восточныя Церкви).
El nom comú de l'església, «Església ortodoxa oriental», és una pràctica per ajudar a evitar confusions en l'ús casual.
Des de l'antiguitat fins al primer mil·lenni, el grec era la llengua compartida més prevalent a les regions on va prosperar l'Imperi Romà d'Orient, i el grec, en ser l'idioma en què es va escriure el Nou Testament, va ser la llengua litúrgica principal de l'església. Per aquest motiu, les esglésies orientals de vegades es van identificar com a «gregues» (en contrast amb l'església «romana» o «llatina», que feia servir una traducció llatina de la Bíblia), fins i tot abans del Gran Cisma de 1054. Després del 1054, el terme «grec ortodox» o «grec catòlic» va marcar que una església estava en comunió amb Constantinoble, de la mateixa manera que ho va fer «catòlic» per a la comunió amb l'església catòlica. Aquesta identificació amb el grec, però, es va fer cada vegada més confusa amb el temps. Els missioners van portar l'ortodòxia oriental a moltes regions sense grecs ètnics, on no es parlava la llengua grega. A més, les lluites entre Roma i Constantinoble per controlar parts del sud-est europeu van donar lloc a la conversió d'algunes esglésies a l'església catòlica, que llavors també feia servir el «grec catòlic» per indicar el seu ús continuat dels ritus bizantins. Avui en dia, moltes d'aquestes esglésies romanen, mentre que un gran nombre d'ortodoxos orientals no són d'origen nacional grec i no fan servir el grec com a llengua de culte.
"Oriental", doncs, indica l'element geogràfic en l'origen i el desenvolupament de l'Església, mentre que «ortodoxa» indica la fe, així com la comunió amb el patriarcat ecumènic de Constantinoble. Hi ha altres esglésies cristianes a l'est que no estan en comunió ni amb l'Església catòlica ni amb l'Església Ortodoxa Oriental, que solen distingir-se per la categoria anomenada «Ortodoxa Oriental». Tot i que l'Església Ortodoxa Oriental continua anomenant-se oficialment «catòlica», per raons d'universalitat, el títol comú d'«Església Ortodoxa Oriental» evita confusions casuals amb l'Església Catòlica Romana.

### Ortodòxia

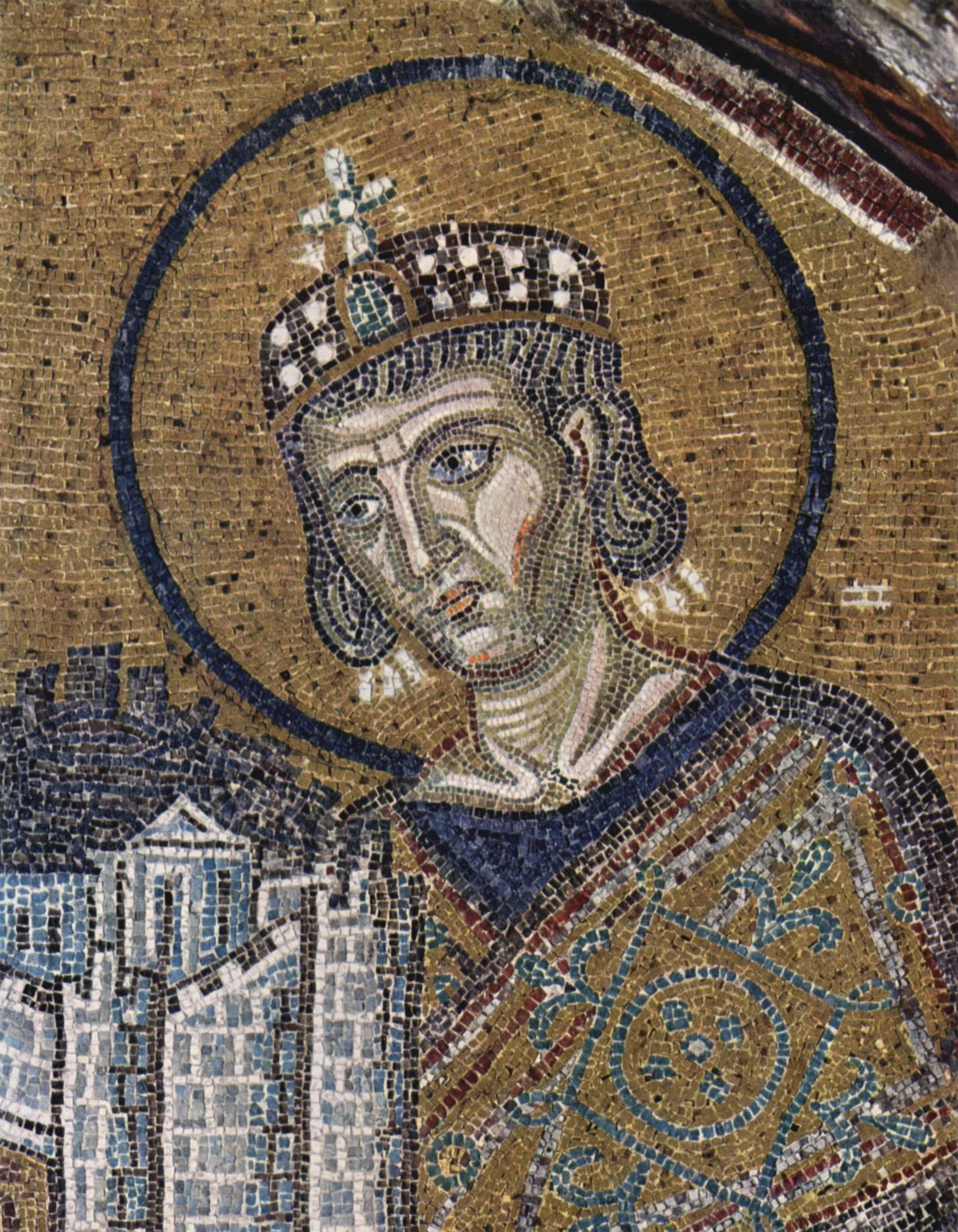
L'emperador Constantí presenta una representació de la ciutat de Constantinoble com a homenatge a una Maria entronitzada i al nen Jesús en aquest mosaic de l'església (Santa Sofia, cap al 1000)

El primer ús conegut de la frase "l'església catòlica" (he katholike ekklesia) es va produir en una carta escrita cap al 110 dC d'una església grega a una altra (Sant Ignasi d'Antioquia als esmirneans). La carta diu: «Allà on aparegui el bisbe, allà que hi hagi la gent, fins i tot allà on sigui Jesús, hi ha l'Església universal [catòlica]». Així, gairebé des del principi, els cristians es referien a l'Església cristiana com «una, santa, catòlica» (del grec καθολική, segons el conjunt, universal)) i església apostòlica". L'església ortodoxa oriental afirma que avui és la continuació i la preservació d'aquesta mateixa església primitiva.
Algunes altres esglésies cristianes també fan una afirmació similar: l'Església Catòlica Romana, la Comunió Anglicana, l'Església Assíria i l'Ortodoxa Oriental. Segons la visió ortodoxa oriental, els assiris i els orientals van deixar l'església ortodoxa els anys posteriors al Tercer Concili Ecumènic d'Efes (431) i al Quart Concili Ecumènic de Calcedònia (451), respectivament, en negar-se a acceptar les definicions cristològiques d'aquests concili. De la mateixa manera, les esglésies de Roma i Constantinoble es van separar en un esdeveniment conegut com a Cisma Orient-Occident, tradicionalment datat l'any 1054, tot i que es tractava més d'un procés gradual que d'una ruptura sobtada.
Per a totes aquestes esglésies, la reivindicació de la catolicitat (universalitat, unió amb l'antiga Església) és important per múltiples raons doctrinals que tenen més influència interna en cada església que en la seva relació amb les altres, ara separades per la fe. El significat de mantenir una fe que és veritable és la principal raó per la qual la declaració de qualsevol persona d'una església que es va separar d'una altra té alguna importància; les qüestions són tan profundes com els cismes. La profunditat d'aquest significat a l'Església Ortodoxa Oriental es registra primer en l'ús de la mateixa paraula "ortodoxa", una unió dels mots grecs ortos (‘recta’, ‘correcta’, ‘veritable’, ‘dreta’) i doxa (‘creença comuna’, del verb antic δοκέω-δοκῶ que es pot traduir com ‘creure’, ‘pensar’, ‘considerar’, ‘imaginar’ o ‘assumir’).
Els significats dobles de doxa, amb "glòria" o "glorificació" (de Déu per l'Església i de l'Església per Déu), especialment en l'adoració, donen el binomi "creença correcta" i "culte veritable". Junts, expressen el nucli d'un ensenyament fonamental sobre la inseparabilitat de la creença i l'adoració i el seu paper en la reunió de l'església amb Crist. Les esglésies búlgares i totes les eslaves utilitzen el títol Pravoslavie (ciríl·lic: Православие), que significa "correcció de la glorificació", per denotar el que hi ha en la ortodoxia anglesa, mentre que els georgians utilitzen el títol Martlmadidebeli. Diverses altres esglésies d'Europa, Àsia i Àfrica també van arribar a utilitzar ortodoxos en els seus títols, però són diferents de l'Església Ortodoxa Oriental, tal com es descriu en aquest article.
El terme "Església oriental" (l'est geogràfic a l'esquema oriental-occidental) s'ha utilitzat per distingir-lo de la cristiandat occidental (Occident geogràfic, que al principi va arribar a designar la comunió catòlica, més tard també les diverses branques protestants i anglicanes). "Oriental" s'utilitza per indicar que les concentracions més altes de la presència de l'Església Ortodoxa Oriental romanen a la part oriental del món cristià, tot i que creix a tot el món. Els cristians ortodoxos de tot el món utilitzen diversos títols jurisdiccionals ètnics o nacionals, o més inclòs, el títol "ortodox oriental", "catòlic ortodox" o simplement "ortodox".
El que uneix els cristians ortodoxos és la fe catòlica que es tradueix en la santa tradició. Aquesta fe s'expressa fonamentalment en les escriptures i l'adoració, i aquesta última, bàsicament, a través del baptisme i de la Divina Litúrgia. Els cristians ortodoxos proclamen la fe que viu i respira per les energies de Déu en comunió amb l'església. La intercomunió és la prova de tornassol mitjançant la qual tots poden veure que dues esglésies comparteixen la mateixa fe. La manca d'intercomunió (excomunió, literalment "fora de comunió") és el signe de diferents religions, tot i que es poden compartir alguns punts teològics centrals. L'intercanvi de creences pot ser altament significatiu, però no és la mesura completa de la fe segons els ortodoxos.
Fins i tot, les línies d'aquesta prova es poden difuminar quan les diferències que sorgeixen no es deuen a la doctrina, sinó al reconeixement de la jurisdicció. A mesura que l'Església Ortodoxa Oriental s'ha estès a l'oest i a tot el món, l'església en el seu conjunt encara no ha resolt tots els problemes inter-jurisdiccionals que han sorgit en l'expansió, deixant algunes àrees de dubte sobre què és el govern adequat de l'església. A més, com en les antigues persecucions eclesiàstiques, les conseqüències de les persecucions dels cristians a les nacions comunistes han deixat enrere algunes qüestions de governança i de pietat que encara no s'han resolt del tot.
Tots els membres de l'Església Ortodoxa Oriental professen la mateixa fe, independentment de la raça o nacionalitat, jurisdicció o costum local o segle de naixement. La santa tradició comprèn els coneixements i els mitjans per transmetre aquesta unitat de fe a través dels límits del temps, la geografia i la cultura. És una continuïtat que existeix només en la mesura que viu dins dels mateixos cristians. No és estàtic, ni és una observació de regles, sinó més aviat un intercanvi d'observacions que brollen tant des de dins com també d'acord amb els altres, fins i tot d'altres que van viure vides passades. L'església proclama que l'Esperit Sant manté la unitat i la coherència de la santa tradició per preservar la integritat de la fe dins de l'església, tal com s'indica a les promeses bíbliques.
Les creences compartides de l'ortodòxia i la seva teologia existeixen dins de la santa tradició i no es poden separar d'ella, perquè el seu significat no s'expressa només amb paraules, la doctrina no es pot entendre si no es prega. La doctrina també s'ha de viure per ser pregada, ja que, sense acció, la pregària és inactiva i buida, una mera vanitat i, per tant, la teologia dels dimonis. Segons aquests ensenyaments de l'antiga Església, cap creença superficial mai pot ser ortodoxa. De la mateixa manera, la reconciliació i la unitat no són superficials, sinó que es resen i es viuen.

## Fonaments

### La Trinitat

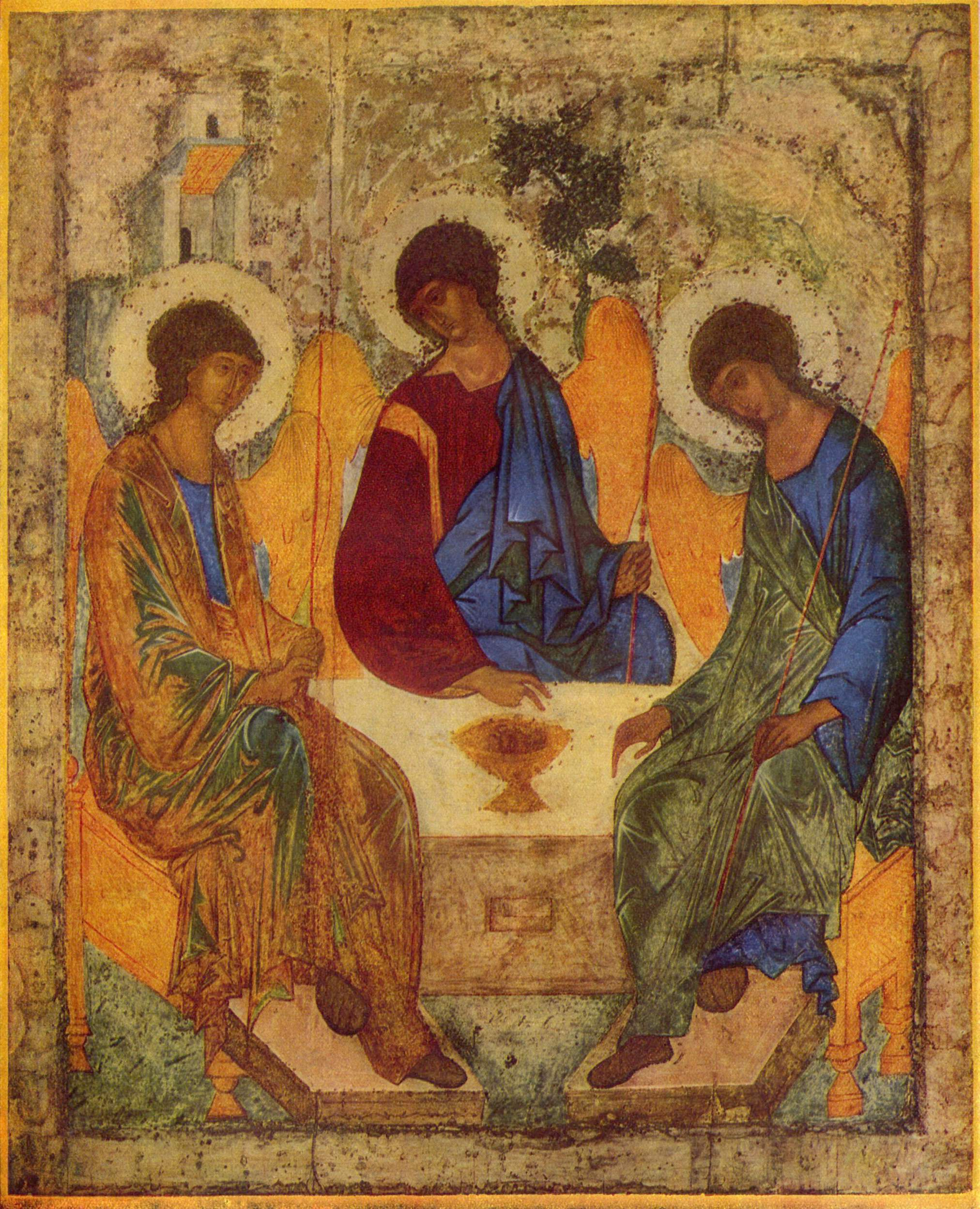
Icona de la Santíssima Trinitat

Tal com s'establí el 381 en el credo o símbol nicenoconstantinopolità, partint del Símbol nicè del 325, els cristians ortodoxos creuen en l'existència trinitària d'un sol Déu: Pare, Fill i Esperit Sant, d'una sola naturalesa i indivisible. La Santíssima Trinitat són tres persones distintes i inconfusibles, cadascuna de les quals és una hipòstasi de la Trinitat, que comparteix una mateixa essència (del grec: Ousia, Οὐσία) increada, immaterial i eterna. A l'explicar la relació de Déu amb la seva Creació, els teòlegs distingeixen l'essència eterna de Déu de les seves energies increades, encara que s'adverteix que aquesta distinció és artificial i no hi ha divisió possible en Déu. Tant les energies com l'essència són, de forma inseparable, Déu. La distinció és usada pels teòlegs per a explicar com Déu pot ser al mateix temps transcendent (la seva essència es manté fora i infinitament distant de la seva creació) i immanent, intervenint en la seva creació (les seves energies increades interaccionen amb la seva creació). És també en les seves energies com s'arriba a distingir les tres persones de la Trinitat.

### Salvació i teosi
Per la teologia ortodoxa, en algun moment dels seus inicis l'existència humana s'enfrontà a una elecció, a aprendre la diferència entre el bé i el mal a través de l'observació o la participació. La història bíblica d'Adam i Eva representa aquesta opció per l'home de participar en el mal. Aquest esdeveniment es coneix com la caiguda de l'home, i representa un canvi fonamental en la naturalesa humana. Quan els cristians ortodoxos es refereixen a Pecat original, es refereixen a l'adopció d'aquest mal en la naturalesa humana. Com a resultat d'aquest pecat, la humanitat es condemnà a ser separada de Déu. La solució a aquesta separació serà Jesucrist, que era Déu i home absolutament. A través de la participació de Déu en la humanitat, la naturalesa humana canvia. El canvi efectiu inclou tots els que havien mort des del començament del temps, incloent-hi a Adam i Eva. Aquest procés és el que els cristians ortodoxos entenen per salvació. El pecat ja no és una taca en l'ànima, sinó més aviat un simple error comès, que pot ser corregit només amb l'aprenentatge. Ens esforcem per arribar a ser perfectes, sense comptar els fracassos, i quan fallem, comencem de nou. L'objectiu final és la teosi (del grec Θέωσις), una unió encara més estreta amb Déu, més a prop de la semblança amb Déu. Aquesta idea de teosi ja es troba en els anomenats Pares de l'Església: Sant Irineu de Lió, Climent d'Alexandria, Sant Atanasi, Sant Gregori de Nissa, i Sant Màxim el Confessor.

### Tradició

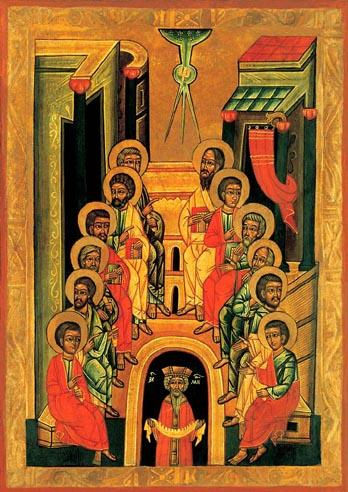
El do de l'Esperit Sant a la Pentecosta

L'Església Ortodoxa es considera la continuació històrica de l'església original fundada per Crist i els seus apòstols. La Santa Tradició, com a preservació i transmissió immutable de la fe, es fonamenta en el testimoni de les Sagrades Escriptures; textos escrits pels apòstols, i aprovats per l'Església sota el guiatge de l'Esperit Sant. La Bíblia ens revela la paraula de Déu, i el seu caràcter «inspirat» o «revelat» fa que només pugui comprendre's en el si de l'Església Altres testimonis de la Tradició inclouen la litúrgia de l'Església, la seva iconografia, les decisions dels Concilis ecumènics, i els escrits dels Pares de l'Església. Des del consens dels Pares (patrum consens), es pot aprofundir i comprendre millor la vida de l'Església. Els pares no són considerats com infal·libles, sinó que més aviat ofereixen un consens general per a una comprensió adequada de les Sagrades Escriptures i la doctrina cristiana.

## Organització

Territoris canònics de jurisdiccions ortodoxes autònomes i autocèfales (gener de 2020)

### Esglésies autocèfales

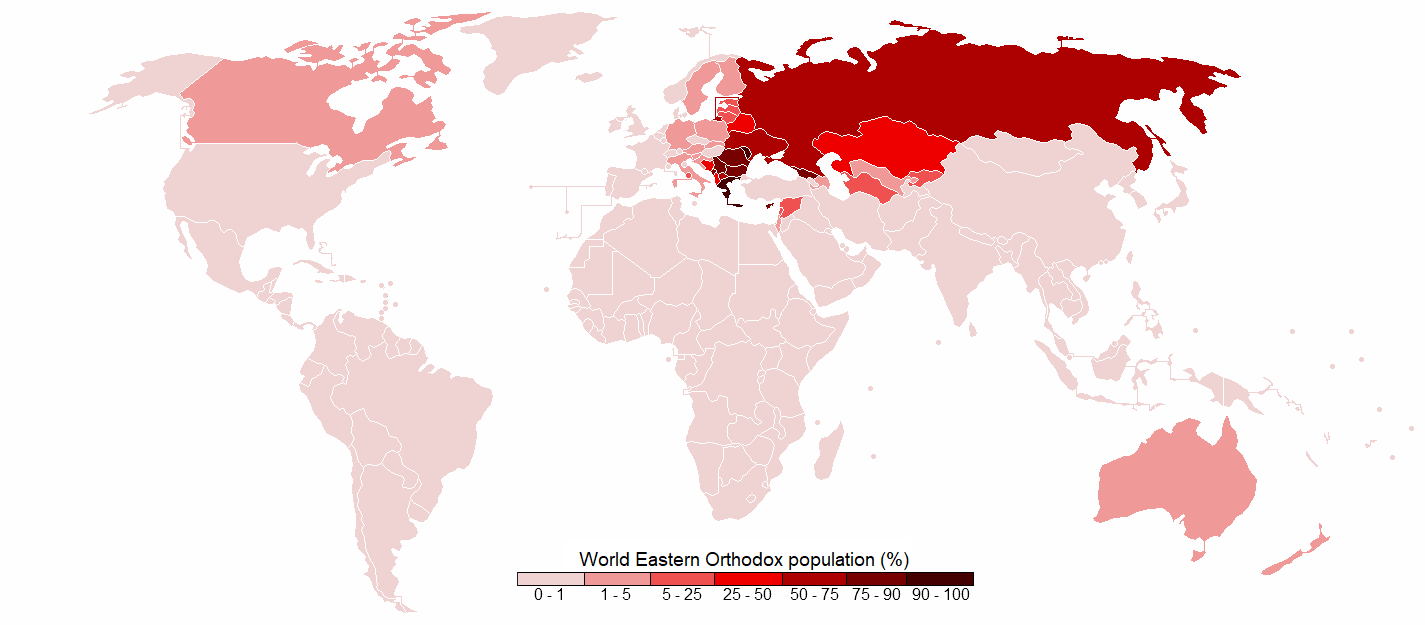
Població ortodoxa al món per país (en % de la població)

Existeixen quinze (o setze, segons l'estatut que es reconegui a l'Església Ortodoxa a Amèrica) esglésies ortodoxes autocèfales, és a dir, regides per sínodes propis que posseïxen la capacitat de nomenar els seus bisbes i primats (el Patriarca, Arquebisbe o Metropolità que encapçala l'església), essent aquests la màxima autoritat canònica, doctrinal i administrativa. Tan sols existeix una jerarquia honorífica entre esglésies en funció de la història dels diferents patriarcats i les autocefàlies reconegudes successivament. Encara que poden actuar de forma diferenciada, les esglésies autocèfales es troben en comunió entre si. Així, els fidels poden participar en la vida parroquial de qualsevol d'elles gràcies a l'estatus canònic comú.
Les esglésies ortodoxes autocèfales més antigues, i que corresponen als anomenats antics patriarcats que juntament amb el de Roma (abans de la seva separació) formaven l'anomenada Pentaquia del primer mil·lenni de la història del cristianisme:
- L'Església Ortodoxa de Constantinoble, o Patriarcat Ecumènic, amb una primacia d'honor.
- L'Església Ortodoxa d'Alexandria
- L'Església Ortodoxa d'Antioquia
- L'Església Ortodoxa de Jerusalem

Les esglésies que, després d'haver vist reconeguda la seva autocefàlia, es regeixen per un Patriarcat:
- L'Església Ortodoxa Russa, 1589
- L'Església Ortodoxa de Geòrgia, 325-337
- L'Església Ortodoxa Sèrbia, 1219
- L'Església Ortodoxa Romanesa, 1925
- L'Església Ortodoxa Búlgara, 927

Les esglésies que, després d'haver vist reconeguda la seva autocefàlia, estan encapçalades per un Arquebisbe o Metropolità:
- L'Església Ortodoxa de Xipre, 434
- L'Església Ortodoxa Grega, 1850
- L'Església Ortodoxa Polonesa, 1924
- L'Església Ortodoxa d'Albània, 1937
- L'Església Ortodoxa de Txèquia i Eslovàquia, 1951
- L'Església Ortodoxa a Amèrica, amb l'autocefàlia reconeguda pel Patriarcat de Moscou però negada pel Patriarcat de Constantinoble.
- L'Església Ortodoxa d'Ucraïna, 2018

### Esglésies autònomes
Les esglésies autònomes depenen d'algun dels Patriarcats o esglésies autocèfales, tot i tenir un cert grau d'independència en els seus respectius territoris. Algunes d'aquestes esglésies no són reconegudes universalment per tots els patriarcats, a causa de disputes jurisdiccionals en alguns territoris.
- L'Església Ortodoxa del Sinaí (Patriarcat de Jerusalem)
- L'Església Ortodoxa de Finlàndia (Patriarcat de Constantinoble)
- L'Església Ortodoxa d'Estònia (Patriarcat de Constantinoble)
- L'Església Ortodoxa Japonesa (Patriarcat de Moscou)
- L'Església Ortodoxa Xinesa (Patriarcat de Moscou)
- L'Església Ortodoxa Ucraïnesa (Patriarcat de Moscou)
- L'Església Ortodoxa de Moldàvia (Patriarcat de Moscou)
- La Metròpoli de Bessaràbia (Patriacat de Romania)
- L'Arquebisbat de les Esglésies russes a Europa Occidental (Patriarcat de Constantinoble)
- L'Arquebisbat Ortodox d'Ohrid (Patriarcat de Belgrad)
- L'Església Ortodoxa Russa a l'exili (Patriarcat de Moscou)

## Monaquisme
El monaquisme ha estat sempre un element destacat de la tradició ortodoxa. En aquesta no hi ha diferents ordes monàstics, sinó que hi ha un sol corrent contemplatiu basat principalment en l'hesicasme, amb un ideal anacoreta basat en la soledat i el silenci. Tot i així, es preveu l'existència de diferents adaptacions d'aquest ideal, i els monjos poden adoptar estils de vida més comunitaris o eremítics segons criteris no uniformes. Aquesta tradició ha estat marcada pel típicon del monestir de Studion de Constantinoble (segle ix), que recollia les prescripcions de Sant Basili, i per figures com Sant Pacomi o Joan Cassià, entre d'altres. Des dels seus orígens a Egipte o Capadòcia, el monaquisme es va difondre cap al Mont Atos i Constantinoble. Gràcies a figures com Gregori Palamàs, el pensament hesicasta de l'Atos arribà també a Rússia, on el monaquisme s'allunyà de l'escolàstica llatina i s'orientà definitivament cap al misticisme, que trobà en la figura posterior dels starets una tradició de gran rellevància.

## Iconografia

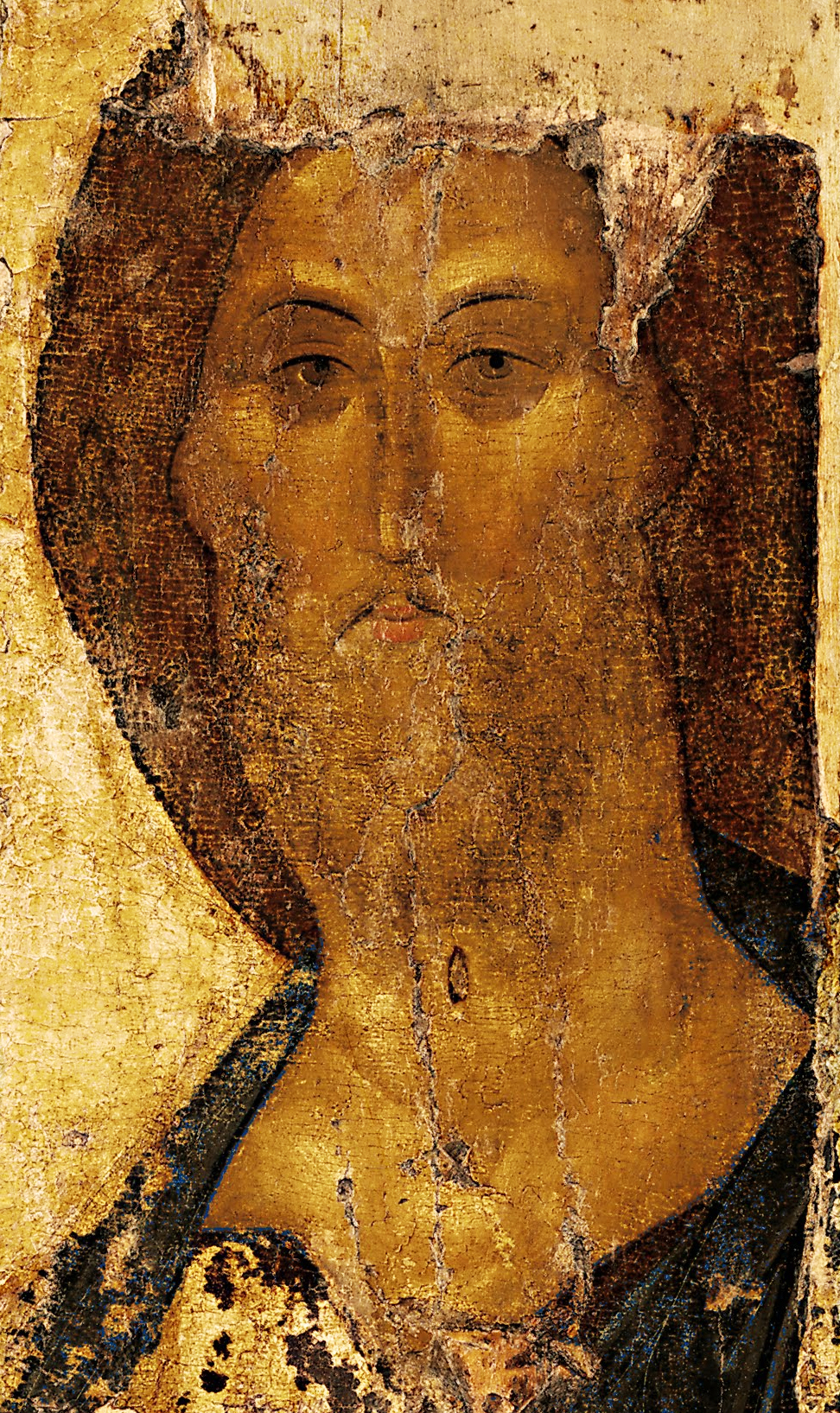
Icona del Crist Redemptor, d'Andrei Rubliov

Objecte litúrgic de veneració, la icona (del grec εἰκών, 'imatge') és una representació pictòrica sobre fusta, de Crist o d'algun dels seus misteris, de la Mare de Déu o dels sants, i sempre ha estat un element important de la seva Tradició. Ja fou establerta com a dogma de fe pel Concili de Nicea II, imposant-se als corrents iconoclastes existents en l'època romana d'Orient de Lleó II i Constantí V:
| «                                                    | Decidim que la sagrada imatge de nostre Senyor Jesús Crist ha de ser venerada amb el mateix respecte que es dona als Sants Evangelis, ja que, així com per mitjà de les paraules d'aquest sant llibre aconseguim la salvació, de manera semblant gràcies a l'acció que exerceixen les icones pels seus colors, tots treuen profit, ja siguin savis o ignorants... Convé, doncs, d'acord amb la raó i la més antiga tradició, ja que la veneració arriba al prototip, dignificar i venerar les imatges igualment com el sagrat llibre dels Sants Evangelis i l'ús de la preciosa Creu. | » |
| — Declaració del VII Concili Ecumènic, Nicea II, 787 | |   |

Tot i que des del segle iii es coneixen retrats del Crist i la Verge pintats per monjos, el segle vi representà l'eclosió de la iconografia ortodoxa tal com l'entenem actualment, quan es començà a parlar del concepte d'Acheiropoieta (del grec:αχειροποίητα), no pintat per la mà de l'home. Per als ortodoxos, l'art de la icona és sobri i contingut, considerant més la seva vessant d'objecte litúrgic que els aspectes artístics. El pintor contribueix a l'obra, però respectant sempre uns trets essencials: característiques de cada sant, composició de les icones... Tanmateix, la iconografia ha sofert diferents evolucions i tendències. Si després dels períodes iconoclastes, les icones, els frescs i els mosaics es tornaren més hieràtics i ressalten la divinitat, l'època romana d'Orient dels Paleòlegs suposà l'accentuació dels aspectes més humans. L'esplendor de l'època romana d'Orient, dona pas als posteriors desenvolupaments que es produïren a països com Grècia (Escola de Creta), Romania, Bulgària o Rússia. En aquest darrer país, destacà a finals del segle xiv l'Escola de Moscou, amb les figures de Teòfanes el Grec i Andrei Rubliov.